# Viesturs Kairišs

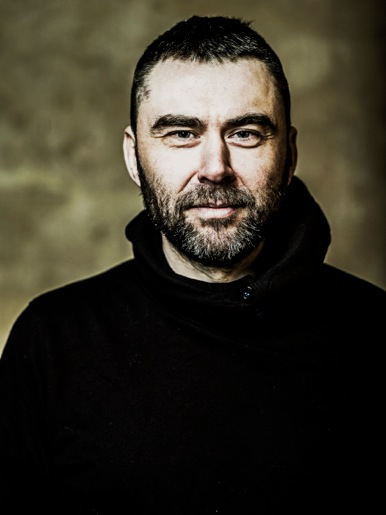
Viesturs Kairišs (2013)

Viesturs Kairišs (* 30. Januar 1971 in Riga) ist ein lettischer Opern-, Film- und Theaterregisseur. 

## Leben
Viesturs Kairišs wurde 1971 in Riga geboren. Sein Studium als Theater- und Filmregisseur schloss er 1997 an der Lettischen Kulturakademie ab. Im gleichen Jahr nahm er seine Tätigkeit als Regisseur am Neuen Rigaer Theater auf.
Im Jahr 2002 gründete er die unabhängige Theatergruppe United Intimacy. Zwischen 2007 und 2009 inszenierte er am Lettischen Nationaltheater. Weil seine Arbeit umstritten war und seine Produktionen nie ausverkauft waren, wurde sein Vertrag nicht verlängert. Ab 2009 widmete sich Kairišs der Oper.
Kairišs hat bei insgesamt sechs Dokumentar- und fünf Spielfilmen Regie geführt. Sein Filmdebüt gab er 1995 mit dem Kurzfilm Gaila dziesma. Sein erster Spielfilm Verhextes Land kam im November 2001 in die tschechischen Kinos und wurde im Juli 2002 beim Karlovy Vary International Film Festival vorgestellt. Sein zweiter Langfilm Tumšie brieži kam im September 2006 in die lettischen Kinos, sein dritter Melanies Chronik (Originaltitel Melānijas hronika) mehr als zehn Jahre später im November 2016. Im gleichen Monat wurde dieser Film beim Tallinn Black Nights Film Festival gezeigt. Sein nächster Film The Sign Painter, der im Januar 2020 in die lettischen Kinos kam und dort zu einem der meistbesuchten Filme des Jahres avancierte, wurde im gleichen Jahr beim Tallinn Black Nights Film Festival vorgestellt und feierte hier seine internationale Premiere. In seinem Film January erzählt Kairišs von dem lettischen Filmregisseur Juris Podnieks. Gleichzeitig handelt es sich bei dem Film um eine Aufarbeitung der Geschehnisse im Januar 1991 in Lettland, die zur Wiedererlangung der Unabhängigkeit des Landes führten. Die Premiere erfolgte im Juni 2022 beim Tribeca Film Festival. January wurde von Lettland als Beitrag für die Oscarverleihung 2023 in der Kategorie Bester Internationaler Film eingereicht.

## Inszenierungen an Theater und Oper
- 1996: Der steinerne Gast von Alexander Puschkin im Intolerable Theatre
- 1997: Tunelis von Ernesto Sabato im Neuen Rigaer Theater (UA 25. September 1997)
- 1997: Jaunava Kristīna von Mirča Eliade im Neuen Rigaer Theater (UA 10. Oktober 1997)
- 1998: Skroderdienas Silmačos von Rūdolfs Blaumanis im Neuen Rigaer Theater (UA 13. März 1998)
- 1999: Idiots von Fjodor Dostojewski im Neuen Rigaer Theater (UA 14. Mai 1999)
- 1999: Jevgeņijs Oņegin von Pjotr Tschaikowski an der Lettischen Nationaloper (Premiere 4. Oktober 1999)[5]
- 2003: Die Dreigroschenoper von Bertolt Brecht und Kurt Weill am Lettischen Nationaltheater (UA 9. November 2003)
- 2013: Ein Sommernachtstraum von Benjamin Britten an der Komischen Oper Berlin (UA 15. September 2013)
- 2014: Der Freischütz von Carl Maria von Weber an der Oper Köln (UA 12. April 2014)
- 2014: Macbeth von Giuseppe Verdi am Staatstheater Darmstadt (UA 27. September 2014)

## Filmografie
- 1995: Gaila dziesma (Kurzfilm)
- 1998: Vilciens (Dokumentarkurzfilm)
- 2000: Kāzas (Kurzfilm)
- 2001: Verhextes Land (Pa celam aizejot)
- 2004: Romeo un Džuljeta (Dokumentarfilm)
- 2006: Tumšie brieži
- 2009: Loengrin von Varka Kru (Dokumentarfilm)
- 2014: Pelikāns tuksnesī (Dokumentarfilm)
- 2016: Melanies Chronik (Melānijas hronika)
- 2020: The Sign Painter
- 2022: Januar (Janvaris)

## Preise für Theater und Oper
- Großer Musikpreis für die Inszenierung von Pjotr Tschaikowskis Oper Eugen Onegin
- Preis der Nationaloper als bester Theaterregisseur in Lettland in der Saison 1998/99[5]

## Preise für Filmarbeit
Festa del Cinema di Roma
- 2022: Auszeichnung als Bester Film (January)
- 2022: Auszeichnung für die Beste Regie (January)[6]

Internationales Filmfestival Karlovy Vary
- 2002: Nominierung für den Kristallglobus (Verhextes Land)[1]

Internationales Filmfestival Warschau
- 2022: Auszeichnung für die Beste Regie (January)[7]

Tallinn Black Nights Film Festival
- 2020: Nominierung als Bester Film (The Sign Painter)[8]